# Wiewióra czarna
Wiewióra czarna, dawniej: jelarang (Ratufa bicolor) – gatunek ssaka z rodziny wiewiórkowatych (Sciuridae), jeden z jej największych przedstawicieli.

## Wygląd
Długość ciała - 50 cm, ogon - 55 cm. Sierść czarna lub brunatna, brzuch jasny.

## Występowanie
Półwysep Indochiński, Jawa, Sumatra, Bali, część Indii. Żyje na drzewach.

## Tryb życia
Żywi się owocami, jajami, owadami i ich larwami, nasionami.

## Ochrona
Gatunek zagrożony wyginięciem. Znajduje się w wykazie gatunków CITES.